# Кей, Джулиус
Джулиус Кей (англ. Julius Keye; 5 сентября 1946 года, Токкоа, Джорджия, США — 13 сентября 1984 года, Мариетта, Джорджия, США) — американский профессиональный баскетболист, который играл в Американской баскетбольной ассоциации (ABA), отыграв шесть из девяти сезонов её существования.
В студенческие годы выступал за Университет штата Южная Каролина и Университет штата Миссисипи имени Алкорна. В сезонах 1969–1975 годов Американской баскетбольной ассоциации играл в командах Денвер Рокетс и Мемфис Саундс. Играл на позиции тяжёлого форварда / центрового. Имел среднюю результативность 7,6 очков за игру. Представлял Денвер в 1971 ABA All-Star Game.
Кей, совместно с Колдуэллом Джонсом, держит рекорд ABA по количеству блок-шотов за одну игру — 12. Рекорд установлен в игре против Виргиния Сквайрс 14 декабря 1972 года.
Кей скончался в 1984 в возрасте 38 лет из-за травм головы, полученных во время эпилептического припадка.